# Asterodermus platypterus
L'asterodermo (Asterodermus platypterus) è un pesce cartilagineo estinto, appartenente ai raiiformi. Visse nel Giurassico superiore (circa 155 - 148 milioni di anni fa) e i suoi resti fossili sono stati ritrovati in Germania. 

## Descrizione
Questo pesce era molto simile alle attuali razze, soprattutto ai cosiddetti pesci chitarra (Rhinobatidae). In particolare, Asterodermus era simile a un altro pesce cartilagineo del Giurassico superiore europeo, Spathobatis, ma al contrario di quest'ultimo Asterodermus non era dotato di un muso allungatissimo. Asterodermus era una razza di medie dimensioni, e la lunghezza poteva superare il metro. Le pinne pettorali erano larghe, mentre quelle ventrali erano leggermente arrotondate. Le pinne dorsali erano piccole e dotate di brevi spine come supporto. Il corpo era piuttosto corto e piatto. La coda era dotata di una pinna caudale piuttosto piccola. La pelle era ricoperta di scaglie che portavano denticoli a forma di stella (da qui il nome Asterodermus, che significa "pelle a stella"). La dentatura di questo animale non è conosciuta.

## Classificazione
Asterodermus platypterus venne descritto per la prima volta da Louis Agassiz nella sua monumentale opera Recherches sur les Poissons Fossiles nel 1843, sulla base di fossili molto ben conservati ritrovati nei calcari litografici di Solnhofen in Germania. 

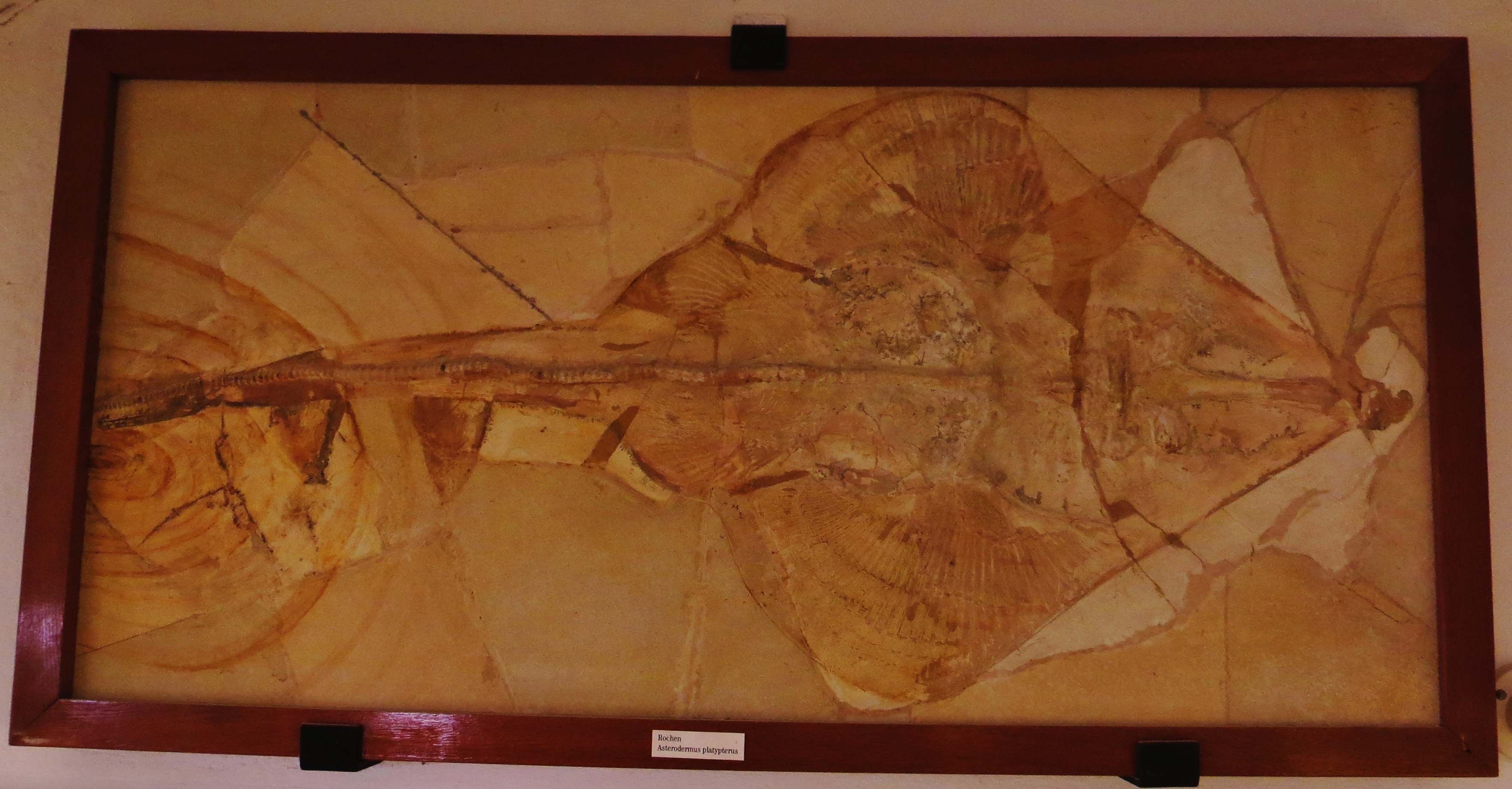
Fossile di Asterodermus platypterus

Asterodermus è considerato uno dei più antichi rappresentanti dei rinobatidi, i cosiddetti pesci chitarra, un gruppo di batoidi rimasti pressoché inalterati nel corso dell'evoluzione di circa 155 milioni di anni.

## Paleoecologia
Come i pesci chitarra attuali, probabilmente Asterodermus era un animale di fondale che viveva semisommerso nella sabbia di lagune costiere; probabilmente predava piccoli animali.